# غالفارينو
غالفارينو (بـالمابودونغون: Kalwarëngo؛ بالإسبانية: Galvarino) كان محاربًا من شعب المابوتشي، إحدى الشعوب الأصلية في تشيلي. برز خلال المراحل المبكرة من حرب أروكو بين المابوتشي والإسبان. أُسر مع نحو مئة وخمسين مقاتلًا من المابوتشي في معركة لاغونياس ضد الحاكم الإسباني جارسيا اورتادو دي ميندوزا. وكعقوبة على تمرده، حُكم على بعض الأسرى ببتر أيديهم اليمنى وأنوفهم، بينما بُترت كلتا يدي غالفارينو. أُطلق سراحه مع رفاقه ليكونوا عبرة لبقية المابوتشي، ثم أرسله ميندوزا إلى القائد كوبوليكان ليبلغه بقوة وحجم القوات الإسبانية التي دخلت أراضيهم مجددًا، في محاولة لترهيبه ودفعه للاستسلام دون مقاومة وقتال.
عند عودته، وقف غالفارينو أمام القائد كوبوليكان ومجلس الحرب المابوتشي، عارضًا عليهم ما لحق به من بتر ليديه، وداعيًا إلى الانتقام وشن انتفاضة أوسع ضد الغزاة الإسبان على غرار المحارب لاوتارو. وبفضل شجاعته، عيّنه المجلس قائدًا على فرقة مقاتلة، فثبت على معصميه سكاكين مكان يديه المبتورتين، وقاتل في الحملة التالية إلى جانب قوات كوبوليكان ضد الإسبان حتى معركة ميلارابويه، حيث واجهت فرقته قوات ميندوزا نفسه، وتمكّن خلالها من قتل الرجل الثاني في قيادته.
وقف غالفارينو أمام جنوده بصفته عريفًا، يخاطبهم قائلاً: «أيها الإخوة، قاتلوا بثبات، ولا تدَعوا مصيركم كمصيري، بلا يدين، عاجزين عن العمل أو حتى الأكل إلا أن يعطف عليكم أحد. هؤلاء الذين سنواجههم سيقطعون أيديكم كما فعلوا بي، فلا فرار اليوم، بل الموت دفاعًا عن الأرض». ثم تقدّم أمام الصفوف وقال بصوت جهوري: «سأكون أول من يموت، ورغم فقداني ليدَيَّ، سأقاتل بما أستطيع… حتى بأسناني».

ثم صاح: «أيها الإخوة، لِمَ توقفتم عن قتال هؤلاء المسيحيين، وأنتم ترون ما ألحقوه بمملكتنا من أذى منذ وطئت أقدامهم أرضنا وحتى اليوم؟ وسيفعلون بكم كما فعلوا بي، يقطعون أيديكم، إن لم تبادروا إلى إنزال الدمار بهؤلاء القوم المؤذين لنا ولأطفالنا ونسائنا».
بعد أكثر من ساعة من المواجهة الضارية، تمكنت قوات ميندوزا من اختراق صفوف فرقة غالفارينو، فانتصر الإسبان وقتلوا نحو ثلاثة آلاف من المابوتشي، وأسروا أكثر من ثمانمئة، من بينهم غالفارينو. أمر ميندوزا بإعدامه، إما بإلقائه للكلاب لتنهشه أو بشنقه، وفق ما تذكره بعض المصادر. وتشير ملحمة لا أروكانا للشاعر الإسباني ألونسو دي إرثييا إلى أن موته كان شنقًا.

## الإرث
تخليدًا لذكرى غالفارينو، أُطلق اسمه على بلدية وبلدة غالفارينو الواقعة في إقليم أراوكانيا جنوب تشيلي. أُنشئت البلدة في أواخر القرن التاسع عشر خلال الحملات العسكرية ضد المابوتشي، واعتمدت رسميًا كبلدية عام 1916. كما كان غالفارينو مصدر إلهام لشخصية «غالڤارين» في أحد أعمال القصص المصورة الكوميدية، وهي محاكاة ساخرة لشخصية وولفرين من سلسلة X-Men التابعة لمارفل كومكس.